# اسون هامبرمان
اسون هامبرمان (آلمانی: Sven Habermann؛ زادهٔ ۳ نوامبر ۱۹۶۱) بازیکن فوتبال آلمانی‌تبار اهل کانادا بود.
از باشگاه‌هایی که در آن بازی کرده‌است می‌توان به باشگاه فوتبال ونکوور وایتکپس اشاره کرد.
وی همچنین در تیم ملی فوتبال کانادا بازی کرده‌است.